# Universität George Bacovia Bacău
Die Universität George Bacovia Bacău (rumänisch: Universitatea George Bacovia Bacău) ist eine der zwei Universitäten in der rumänischen Stadt Bacău. Die Universität trägt den Namen des rumänischen Dichters George Bacovia.